# Sebacina dimitica
Sebacina dimitica är en svampart som beskrevs av Oberw. 1963. Enligt Catalogue of Life ingår Sebacina dimitica i släktet Sebacina,  och familjen Sebacinaceae, men enligt Dyntaxa är tillhörigheten istället släktet Sebacina,  och familjen Exidiaceae. Arten är reproducerande i Sverige. Inga underarter finns listade i Catalogue of Life.